# Kostel Nejsvětějšího srdce Páně (Lysovice)
Kostel Nejsvětějšího Srdce Páně je římskokatolický chrám v obci Lysovice v okrese Vyškov. Kostel se začal stavět v roce 1923 a byl vysvěcen 2. srpna 1924. Jde o filiální kostel farnosti Kučerov.